# استبنک
استبنک (به انگلیسی: Stebnyk) نام شهری است در استان لفیف اوکراین. جمعیت این شهر ۲۰,۳۹۸ (۲۰۲۱ تخمینی) نفر است.